# Alex Meraz
Alejandro „Alex” Meraz (ur. 10 stycznia 1985 w Mesa) – amerykański aktor filmowy i telewizyjny, praktyk sztuk walki. Występował w roli Paula w filmie Saga „Zmierzch”: Księżyc w nowiu oraz jego kontynuacji Saga „Zmierzch”: Zaćmienie.

## Życiorys
Urodził się w Mesa w stanie Arizona w rodzinie pochodzenia meksykańskiego ludu P’urhépecha. Uczęszczał do New School for the Arts jako zapalony artysta malarz i ilustrator. Na początku lat 2000. występował jako tancerz breakdance i tańca współczesnego pod pseudonimem „Nomak”. Trenował mieszane sztuki walki, wygrywając liczne turnieje karate i sztuk walki Capoeira. 
Debiutował na kinowym ekranie jako jeden z głównych wojowników Powatan w Terrence’a Malicka Podróż do Nowej Ziemi (The New World, 2005). Był przesłuchiwany do roli w Apocalypto (2006), ale ostatecznie został odrzucony. Później brał udział w dramacie krótkometrażowym Two Spirits, One Journey (2007) w roli Luke’a. Jego wielki przełom nastąpił, gdy został obsadzony jako wilkołak Paul Lahote w filmie Saga „Zmierzch”: Księżyc w nowiu (2009). Pojawił się gościnnie w serialu CSI: Kryminalne zagadki Nowego Jorku (2011) i zagrał Gomeza, członka Seal Team A w filmie sensacyjnym Legion samobójców (Suicide Squad, 2016).
31 grudnia 2007 ożenił się z Kim. Mają dwóch synów: Somaka, którego ojcem chrzestnym był Raoul Trujillo, i Talusa Aleksandra. 

## Filmografia

### Filmy
- 2005: Podróż do Nowej Ziemi (The New World) jako Core Warrior
- 2007: Two Spirits, One Journey (film krótkometrażowy) jako Luke
- 2009: Saga „Zmierzch”: Księżyc w nowiu (Twilight Saga: New Moon) jako Paul
- 2010: Saga „Zmierzch”: Zaćmienie (The Twilight Saga: Eclipse) jako Paul
- 2011: City of Gardens jako Nicaragua
- 2011: Współlokatorka (The Roommate) jako bractwa studenckie
- 2011: Po prostu walcz 2 (Never Back Down 2: The Beatdown) Jako Zack
- 2016: The Bronx Bull jako Paco
- 2016: Legion samobójców (Suicide Squad) jako Gomez - Seal Team A

### Seriale telewizyjne
- 2007: Dancing with Spirit jako tancerz
- 2007: American Experience jako wojownik
- 2011: CSI: Kryminalne zagadki Nowego Jorku jako Odelin Gonzales Jr.
- 2011-2012: Saga „Zmierzch”: Przed świtem (The Twilight Saga: Breaking Dawn) jako Paul
- 2013: Zbrodnie Palm Glade (The Glades) jako Moses Clearwater
- 2017: Królestwo zwierząt (Animal Kingdom) jako Javi Cano